# Alexa Vega
Alexa Vega, właśc. Alexa Ellesse PenaVega (ur. 27 sierpnia 1988 w Miami) – amerykańska aktorka, która wystąpiła m.in. w filmie Mali agenci i jego kontynuacjach.

## Życiorys

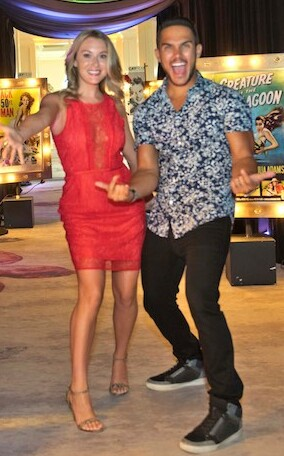
Makenzie i Carlos PenaVega (2015)

Karierę aktorską, rozpoczęła w wieku zaledwie 2 lat, rolą w serialu Miasteczko Evening Shade. Przełom w jej karierze nadszedł w roku 2001, dzięki roli w filmie Mali agenci. Pojawiła się również w jego sequelach i luźno powiązanym filmie Maczeta zabija.
Jej rodzeństwo to Makenzie Vega i Krizia Vega, które również są aktorkami.

## Życie prywatne
Była żoną Seana Covela, z którym rozwiodła się po 2 latach małżeństwa. W 2014 roku wyszła za mąż za Carlosa Penę Jr, członka amerykańskiego boysbandu Big Time Rush. Zmieniła w związku z tym samym nazwisko na PenaVega.
Doczekali się trójki dzieci, którymi są: Ocean King (ur. 2016), Kingston James (ur. 2019) i Rio Rey PenaVega (ur. 2021).
 

## Filmografia
- 1990-1994: Evening Shade jako Emily Newton (1993−1994)
- 1990: Wild & Crazy Kids jako ona sama (2002) (gościnnie)
- 1994: Ostry dyżur (ER) jako Bonnie Howe (gościnnie)
- 1994: Giganciki (Little Giants) jako Priscilla O’Shea
- 1994–2000: Szpital Dobrej Nadziei (Chicago Hope) jako Sara Wilmette (1995) (gościnnie)
- 1995: Dziewięć miesięcy (Nine Months) jako Molly Dwyer
- 1995: Albo on, albo my (It Was Him or Us) jako Młoda Carrie
- 1996: Nieuchwytny (The Glimmer Man) jako Cole's Daughter
- 1996: Obietnica (A Promise to Carolyn) jako młoda Kay
- 1996–1997: Life's Work jako Tess Hunter
- 1996: Duchy Mississippi (Ghosts of Mississippi) jako Claire DeLaughter
- 1996: Shattered Mind
- 1996: Twister jako Jo (5 lat)
- 1998: To Have & to Hold jako Kelly McGrail
- 1998: Dennis znów rozrabia (Dennis the Menace Strikes Again!) jako Gina
- 1998−2000: Siedmiu wspaniałych (The Magnificent Seven) jako Olivia Greer (1998) (gościnnie)
- 1999: Zalotnik w akcji (Ladies Man) jako Wendy Stiles
- 1999: NetForce jako Susan 'Susie' Michaels
- 1999: Głębia oceanu (The Deep End of the Ocean) jako Kerry Cappadora
- 2000: Powrót na samotne ugory (Run the Wild Fields) jako Pug
- 2001: The Bernie Mac Show jako Jill (gościnnie)
- 2001: Dom dla mojej córki (Follow the Stars Home) jako Amy
- 2001: Mali agenci (Spy Kids) jako Carmen Cortez
- 2002: Mali agenci 2: Wyspa marzeń (Spy Kids 2: Island of Lost Dreams) jako Carmen Cortez
- 2003: Mali agenci 3D: Trójwymiarowy odjazd (Spy Kids 3-D: Game Over) jako Carmen Cortez
- 2004: Pidżama party (Sleepover) jako Julie Corky
- 2005: Szkolny terror (Odd Girl Out) jako Vanessa
- 2006: State's Evidence jako Sandy
- 2006: Akt odwagi (Walkout) jako Paula Crisostomo
- 2006: Marrying God jako Ivy
- 2007: The Beautiful Ordinary jako Holly
- 2008: Repo! The Genetic Opera! jako Shilo Wallace
- 2009: Zaklinacz dusz jako Serena
- 2009: Broken Hill jako Kat Rogers
- 2010: Mother’s Day jako Jenna Luther
- 2010: Cafe jako Sally
- 2010: Mine jako Sharon
- 2011: Kawiarenka jako Sally
- 2011: Prada albo nic jako Mary Dominguez
- 2011: Mali Agenci : Wyścig z czasem 4D jako Carmen Cortez
- 2012: Mine jako Sharon
- 2012: Devil’s Carnival jako Wick
- 2012: Pregnancy Project jako Gaby Rodriguez
- 2013: Maczeta zabija jako KillJoy
- 2013: Bounty Killer jako Stewardesa
- 2013: 23 Blast jako Ashley
- 2013: 2 Br/1 Ba jako Janie
- 2014: 23 blast jako Ashley
- 2014: Sin City 2: Damulka warta grzechu jako Gilda
- 2014: Zatruta krew jako Amber
- 2014: Potępienie jako Skylar
- 2014: Dweller jako Brittney
- 2014: Code Academy jako Libby
- 2015: Roommate Wandet jako Janie
- 2015: Sparte Parts jako Karla
- 2015: Czy naprawdę wierzysz? jako Lacey